# 沃爾帕克森特 (新澤西州)
沃爾帕克森特（英語：Wallpack Center）是位於美國新澤西州蘇塞克斯縣的非建制地區。

## 歷史
沃爾帕克森特的郵局自1854年營運至今。

## 地理
沃爾帕克森特所處的海拔為高於海平面138米（即453英呎），而該地所採用的時區為UTC-5，即北美东部时区（EST）。同時該地設有夏令時間，為UTC-5調快一小時，即UTC-4（EDT）。